# Monumentul Unirii din Iași

Monumentul Unirii din Iași

Monumentul Unirii din Iași este un monument de marmură albă, realizat de principesa Olga Sturdza și inaugurat în anul 1927, la baza Bulevardului Carol.
Monumentul este format dintr-o piesă centrală (Patria-Mamă) și patru piese mai mici (semnificând provinciile reîntregite Transilvania, Basarabia și Bucovina și românii de pretutindeni rămași în afara hotarelor României). A fost demolat în anul 1947 și reconstruit în 1999, fiind plasat de această dată în Piața Națiunii (din fața Universității de Medicină și Farmacie din Iași).

## Istoric

### Realizarea monumentului
La data de 1 august 1924, principesa Olga Sturdza a adresat o scrisoare către Primăria municipiului Iași, prin care își exprima intenția de a dona orașului Iași un monument de marmură simbolizând Marea Unire din 1918. 
|  | Ascultând îndemnul cu deosebire scump cugetelor românești de a se vedea înălțându-se în Iași un monument comemorând Marea Unire, care aici s-a înfăptuit, am onoarea a vă aduce la cunoștință că de aproape cinci ani lucrez la un grup alegoric, înfățișând alipirea provinciilor la sânul Patriei-Mamă. Monumentul este aproape terminat și întrunește într-un grup de marmură, în înălțime totală de cinci metri, cinci figuri reprezentând: Patria Mumă, Transilvania, Basarabia, Bucovina și românii de pretutindeni, care au rămas în afara hotarelor noastre. Acest monument, în valoare de 2 milioane [lei] și care este aproape gata, îl dăruiesc Iașului. Voi supraveghea și îngriji personal instalarea monumentului. | — Olga Sturdza |

Vedere laterală

Monumentul urma să fie așezat la intrarea palatului marelui logofăt Dumitrache Cantacuzino-Pașcanu, din capătul Bulevardului Carol I (Copou), unde a locuit Regina Maria în perioada cât autoritățile române se refugiaseră la Iași (1916-1918), dar fiind prea voluminos s-a căzut de acord să fie ridicat într-o altă locație. Lucrările de amplasare ale monumentului au început în anul 1925, la intersecția străzii Păcurari cu Bulevardul Carol I. Elementele lucrării au fost executate în Copou, unele părți fiind amplasate în Parcul Copou până la asamblarea lor.
Soclul monumentului era din piatră – adusă din cariera Corbăul Clujului – și avea patru laturi, execuția sa fiind încredințată antreprenorului bucureștean Leonardo Martinez. Pe latura din stânga au fost săpate următoarele cuvinte: „Dorința cea mai mare, cea mai generală, aceea care a hrănit toate generațiile trecute, aceea care este sufletul generației actuale, aceea care, împlinită, va face fericirea generațiilor viitoare este unirea! Divanul Ad-hoc al Moldovei, 7 octombrie 1858”. 
Pe latura din dreapta figurau cuvintele rostite de Alexandru Ioan Cuza, la 29 ianuarie 1859: „Unirea coroanelor lui Ștefan cel Mare și Mihai Viteazul este triumful unui principiu mare, care viază cu tărie în inimile românilor: principiul frăției românești. El ne-a salvat de la pierzanie în trecut, el ne reînvie în timpul de față, el ne va duce la bine și la mărire în viitor. Trăiască frăția românească! Trăiască principatele române!”
Pe latura din față erau săpate cuvintele rostite de către Regele Ferdinand, la 5 decembrie 1918: „Declar pe veci unite în Regatul României toate ținuturile locuite de români, de la Tisa la Nistru. Prin lupte și jertfe, Dumnezeu ne-a dat să înfăptuim astăzi aspirațiile noastre cele mai sfinte. Să consacrăm unirea gândurilor, unirea sufletelor, dar și unirea în muncă roditoare prin strigătul: Trăiască România Mare, puternică și unită!”
În sfârșit, pe ultima latură a soclului monumentului (cea din spate) erau înscrise cuvintele Olgăi Sturdza: „Neamului românesc întregit și Iașului – leagănul unirilor – închin această lucrare a inimii și mâinilor mele. Olga I. Sturza. 29 mai 1927”.
Monumentul era format dintr-o piesă centrală, „reprezentând Patria, imagine pentru care regina Maria a acceptat să-i reproducă chipul” și patru piese mai mici (provinciile reîntregite Transilvania, Basarabia și Bucovina și românii de pretutindeni rămași în afara hotarelor României). Alături de cele trei fiice, se poate observa la poalele statuii un copil îngenuncheat ce năzuiește să se întoarcă la România Mamă, reprezentând pe toți românii rămași în afara frontierelor hotărâte în 1919. Înălțimea monumentului era de 5 metri.
Pentru cele patru figuri de copii, sculptorița căutase și găsise chipuri emblematice printre elevele Școlii Normale „Mihail Sturdza” din Iași, deși gazetarii epocii afirmau că de fapt figuile feminine reprezintă fetele reginei: prințesele Marioara, Elisabeta și Ileana, iar copilul din afara grupului (românii din afara granițelor) era simbolizat de către micul principe Mircea, care murise în anul 1916 la începutul războiului și rămăsese în mormânt la București. 

### Dezvelirea inițială pe primul amplasament
Monumentul Unirii a fost inaugurat în ziua de 29 mai 1927, la ora 10,15, în prezența reginei Maria, a principesei Ileana (fiica regelui Ferdinand I), precum și a principesei Elena (soția principelui Carol) cu micul principe moștenitor Mihai (viitorul rege Mihai I al României). Absența regelui Ferdinand a fost justificată prin faptul că acesta era grav bolnav, el urmând să moară la 20 iulie 1927. După inaugurarea acestui monument, delegația regală a participat la ora 11,30 la dezvelirea Statuii Cavaleristului în atac.
La inaugurarea monumentului, au existat și opinii care l-au considerat o lucrare nereușită. Cităm din presa vremii: „... o lucrare culinară de frișcă. Se cunoaște mâna unei femei. Reprezintă grupul celor cinci dosuri...” 
În anul 1947, Comisia de armistițiu a ordonat distrugerea monumentului din Iași ce simboliza revenirea la Patria Mamă a provinciilor românești Basarabia, Transilvania și Bucovina. 

### Refacerea monumentului

Vedere a Pieţei Naţiunii din Iaşi. În prim plan se află Monumentul Unirii, iar în spate se află Universitatea de Medicină şi Farmacie „Grigore T. Popa” Iaşi.

La data de 8 februarie 1994, în Sala mare a Primăriei din Iași a avut loc ședința de constituire a unui comitet de inițiativă, care a hotărât refacerea monumentului, printre inițiatori aflându-se primarul Constantin Simirad. Printre cei care au acordat sprijin refacerii monumentului s-a aflat și urmașul direct al Olgăi Sturdza, omul de afaceri elvețian Dimitrie Sturdza, împreună cu familia sa, care a devenit ctitor al noului grup statuar. 
Între anii 1995-1999, sculptorul Constantin Crengăniș a refăcut monumentul după fotografiile de epocă, cu sprijinul financiar al Primăriei municipiului Iași. Soclul a fost refăcut din aceeași bucată de marmură cu grupul statuar, spre deosebire de monumentul inițiat care avea un soclu din piatră. Înălțimea noului monument era de 5,50 metri.
Monumentul Unirii a fost amplasat la 1 decembrie 1999 pe un postament circular din dale de marmură albă și gri în Piața Națiunii (din fața Universității de Medicină și Farmacie „Grigore T. Popa” din Iași), deoarece pe fostul amplasament se afla din anul 1957 Statuia lui Mihai Eminescu. Grupul statuar a fost sfințit de un sobor de preoți în frunte cu mitropolitul Daniel Ciobotea al Moldovei și Bucovinei, în prezența primarului Constantin Simirad și a prințului Dimitrie Sturdza.
Pe latura din spate, sub cuvintele Olgăi Sturdza săpate în soclu, au fost înscrise și următoarele cuvinte: „Noi am refăcut acest monument în semn de omagiu și recunoștință pentru toți cei care au luptat, luptă și vor lupta pentru întregirea și unitatea neamului românesc. Primăria Municipiului Iași. 1 decembrie 1999. Refăcut de Constantin Crengăniș. 1995-1999.”
Gestul reparatoriu a avut parte de unele critici. Astfel, într-un ziar ieșean, monumentul refăcut a fost caracterizat drept „Monstruozitatea de la Medicină”, personajul care simboliza Patria mamă fiind asemănat cu „un pompier”. În același articol, o altă persoană a denigrat meritele artistice ale Olgăi Sturdza. 

## Imagini

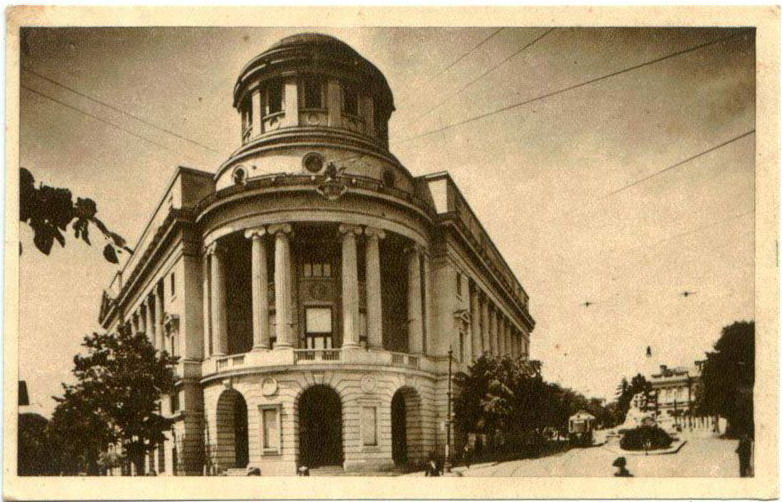
Biblioteca Centrală Universitară şi Monumentul Unirii. Ilustrată de epocă.
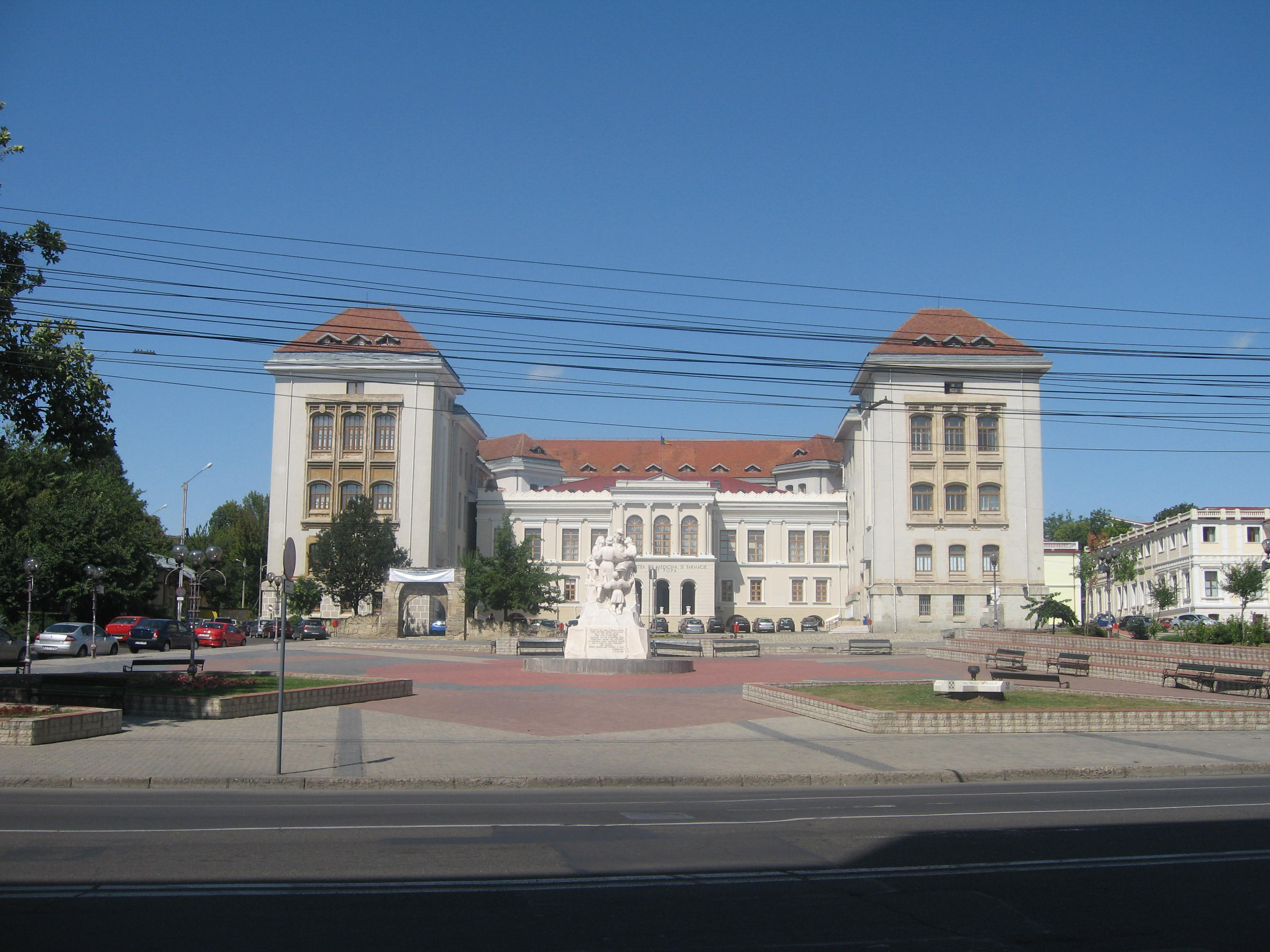
Vedere a Pieţei Naţiunii din Iaşi.
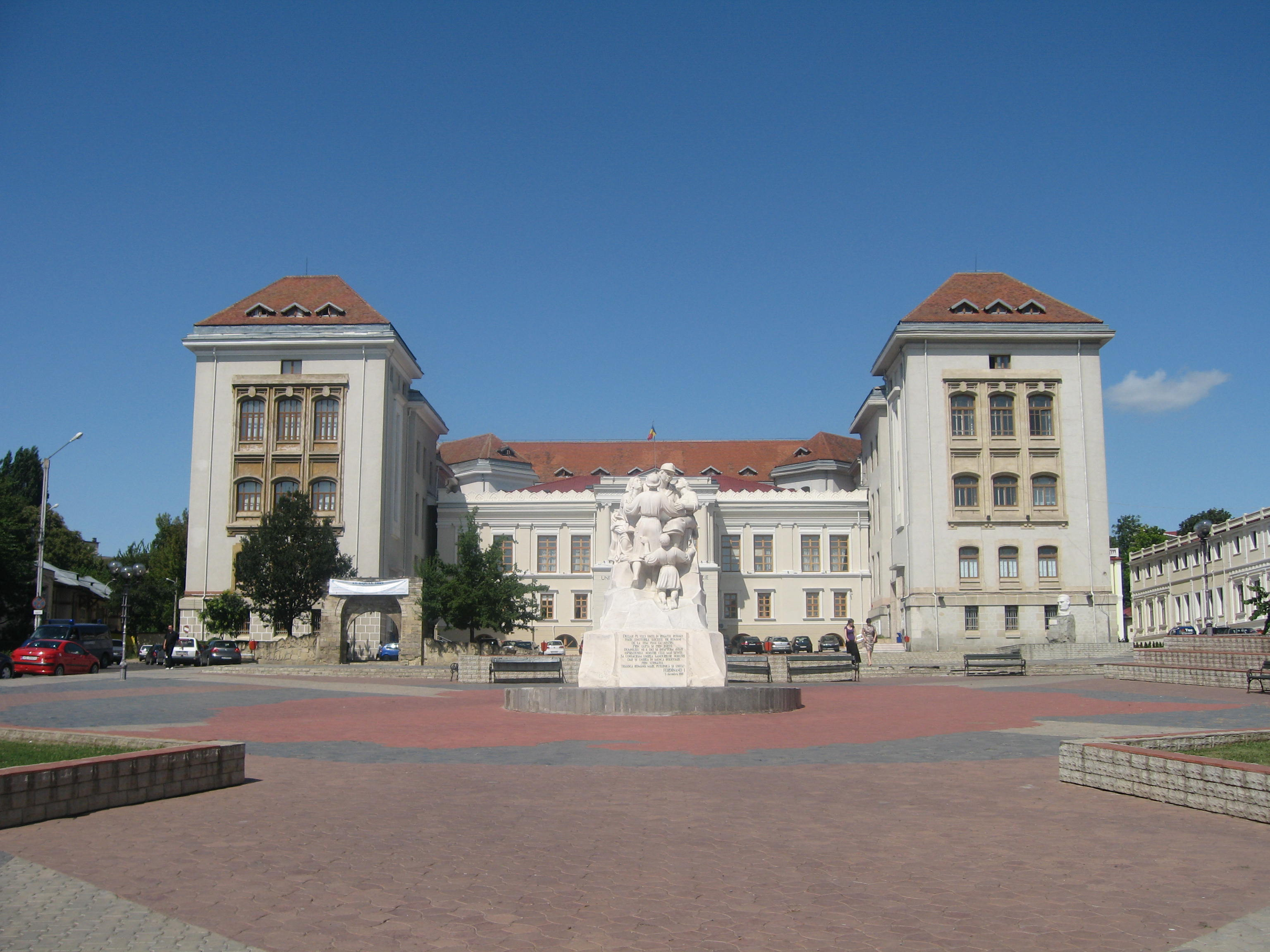
Monumentul şi Universitatea de Medicină şi Farmacie "Grigore T. Popa" Iaşi, aflată în spatele său
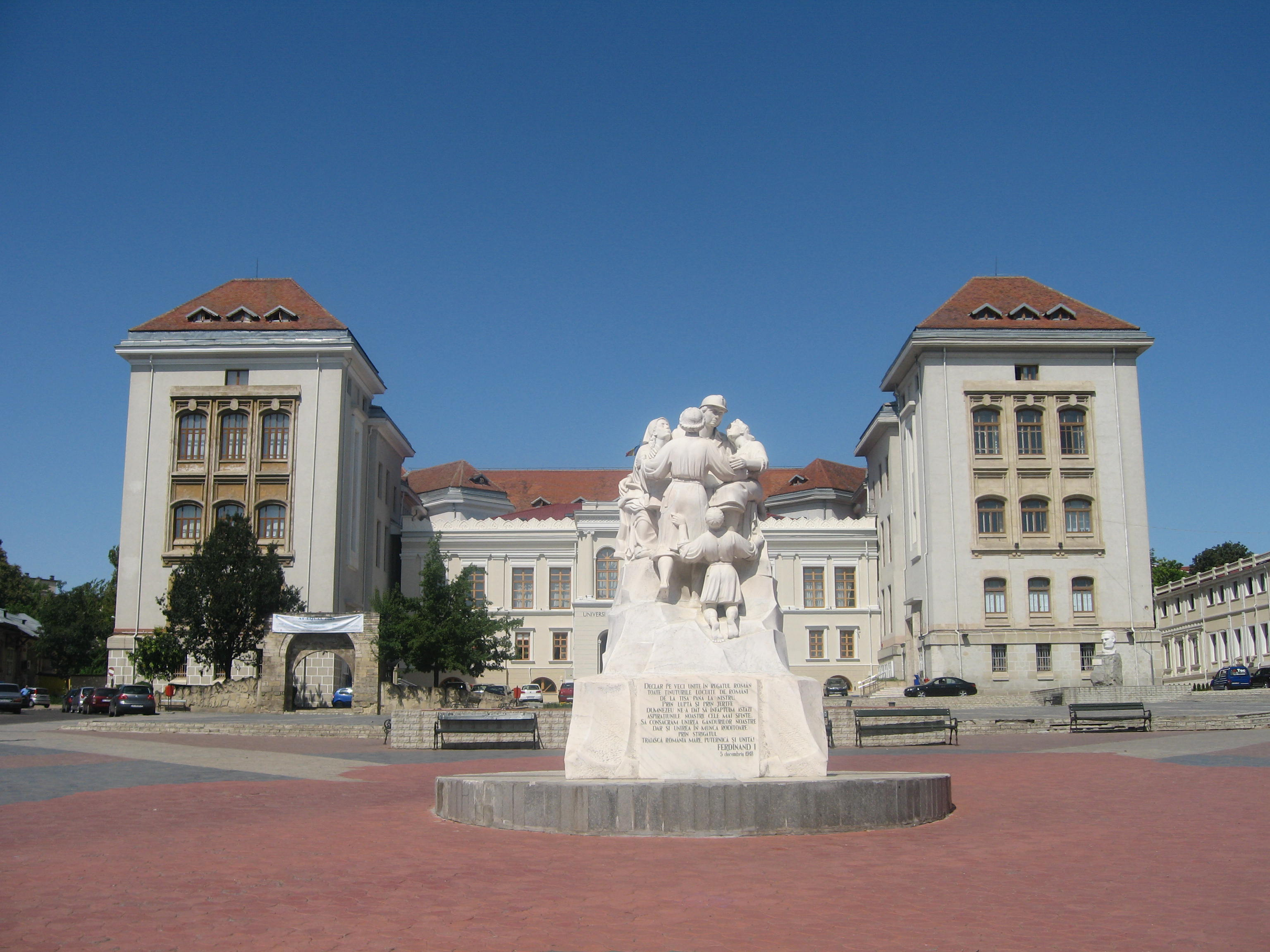
Monumentul şi Universitatea de Medicină, aflată în spatele său